# Història de la teoria del big-bang
La història de la teoria del big-bang comença amb el desenvolupament del big-bang a partir d'observacions i consideracions teòriques. Molts dels treballs teòrics en cosmologia avui comporten extensions i refinaments de la teoria bàsica del big-bang.

## L'època anterior alseglexx
L'any 1610, Johannes Kepler argumentà que la foscor del cel nocturn demostrava que l'univers era finit. Setanta-set anys més tard, Isaac Newton descriu el moviment a gran escala a través de l'univers. L'any 1791, Erasmus Darwin fa la primera descripció d'un univers que s'expandeix i es contreu de forma cíclica.
Encara que no és reconegut com a científic tant per la comunitat científica com per l'autor mateix, que considera la seva obra un "poema en prosa", Edgar Allan Poe proposà un sistema molt semblant al de la teoria del big-bang en el seu assaig titulat Eureka. A Prose Poem (Eureka. Un poema en prosa). Aquesta obra proposa un univers finit que comença amb una "partícula primigènia" que s'expandeix cap a defora per "voluntat divina", una força repulsiva que Poe descriu com una de les dues forces que poden crear tota la matèria de l'univers: repulsió i atracció.

## Principi delseglexx
Gràcies a l'observació, en la dècada del 1910, Vesto Slipher i després Carl Wilhem Wirtz determinaren que la majoria de les galàxies espirals estaven en recessió respecte a la Terra. Slipher usà l'espectroscòpia per a investigar els períodes de rotació dels planetes, la composició de les atmosferes planetàries, i fou el primer a observar la velocitat radial de les galàxies. Wirtz observà un desplaçament al vermell sistemàtic de les nebuloses, que era difícil d'interpretar en termes de cosmologia, segons la qual l'univers pot estar més o menys uniformement ple d'estrelles i nebuloses. No desconeixien les implicacions cosmològiques, ni que les suposades nebuloses eren realment galàxies situades a fora de la nostra Via Làctia.
També en aquesta dècada, es va descobrir que la teoria de la relativitat general d'Albert Einstein no admetia solucions cosmològiques estàtiques, donades les assumpcions bàsiques en cosmologia descrites en els principis teòrics la teoria del big-bang.
L'univers era descrit per un tensor mètric que podia estar en expansió o minvant, per la qual cosa el mateix Einstein el va considerar erroni i tractà de modificar-lo afegint-hi la constant cosmològica. La primera persona que aplicà la relativitat general de manera seriosa a la cosmologia sense l'estabilitzant constant cosmològica fou Alexander Friedmann. Friedmann descobrí la solució de l'univers en expansió de les equacions de camp de la relativitat general l'any 1922, la qual cosa va ser provada per les observacions d'Edwin Hubble l'any 1929. Una de les publicacions de Friedmann de l'any 1924 fou Über die Möglichkeit einer Welt mit konstanter negativer Krümmung des Raumes ('Sobre la possibilitat d'un univers amb curvatura constant negativa'), que va ser publicat per l'Acadèmia de Ciències de Brussel·les el 7 de gener de 1924. Les equacions de Friedmann descriuen l'univers de Friedmann-Lemaître-Robertson-Walker.
L'any 1927, el prevere catòlic belga Georges Lemaître va fer una de les primeres proposicions modernes sobre la teoria del big-bang com a origen de l'univers, encara que s'hi va referir com la seva hipòtesi de l'àtom primitiu. Basà la seva teoria, publicada entre 1927 i 1933, en l'obra d'Einstein, entre d'altres, i també en tradicions cosmològiques i filosòfiques antigues. Einstein, de tota manera, creia en un model estàtic de l'univers. Lemaître, de manera independent, deduí les equacions Friedmann-Lemaître-Robertson-Walker i proposà, sobre la base de la recessió de les nebuloses espirals, que l'univers començà amb "l'explosió" d'un "àtom primitiu" —la qual cosa fou anomenada més tard el big-bang. Segons Lemaître, els raigs còsmics eren romanents d'aquest fet, si bé avui es coneix que el seu origen està en la galàxia local. Hoyle repetí aquest terme en emissions posteriors a principis de la dècada de 1950, com a part d'una sèrie de cinc lectures titulades The Nature of Things.
L'any 1929, Edwin Hubble proveí una base observacional per a la teoria de Lemaître. Hubble descobrí que, en relació amb la Terra, les galàxies estan en recessió a velocitats directament proporcionals a la seva distància a la Terra. L'any 1929, Hubble i Milton Humanson formularen la llei empírica del desplaçament de les galàxies cap al vermell segons la distància, avui coneguda com a llei de Hubble, segons la qual el desplaçament cap al vermell és interpretat com una mesura de la velocitat de recessió, i consistent amb les solucions de les equacions de la relativitat general d'Einstein per a un espai en expansió homogeni i isotròpic. Això portà al concepte d'univers en expansió. La llei estableix que, com més gran és la distància entre dues galàxies, més gran és la velocitat relativa de separació. Aquest descobriment donà lloc més tard a la formulació de la teoria del big-bang. Donat el principi cosmològic del qual es dedueix que l'univers, vist a distàncies d'escala prou gran, no té direccions preferides o llocs privilegiats, la llei de Hubble suggereix que l'univers s'està expandint. Aquesta idea permeté dues possibilitats oposades. L'una era la teoria del big-bang de Lemaître, defensada i desenvolupada per George Gamow. L'altra possibilitat fou el model de l'estat estacionari de Fred Hoyle, en què la nova matèria es creava en la mateixa mesura en què les galàxies es movien enfora unes de les altres. En aquest model, l'univers és el mateix en qualsevol punt del temps. Fou Hoyle qui encunyà el nom de la teoria de Lemaître, quan s'hi va referir sarcàsticament com a "aquesta idea del big-bang" durant una emissió de ràdio el 28 de març de 1949, al tercer programa de la BBC. Hoyle repetí aquest terme en emissions posteriors a principis de la dècada de 1950, com a part d'una sèrie de cinc lectures titulades The Nature of Things. El text de cada lectura aparegué publicat en The Listener una setmana després: fou la primera vegada que el terme big-bang aparegué en una publicació.

## Darreries delseglexx

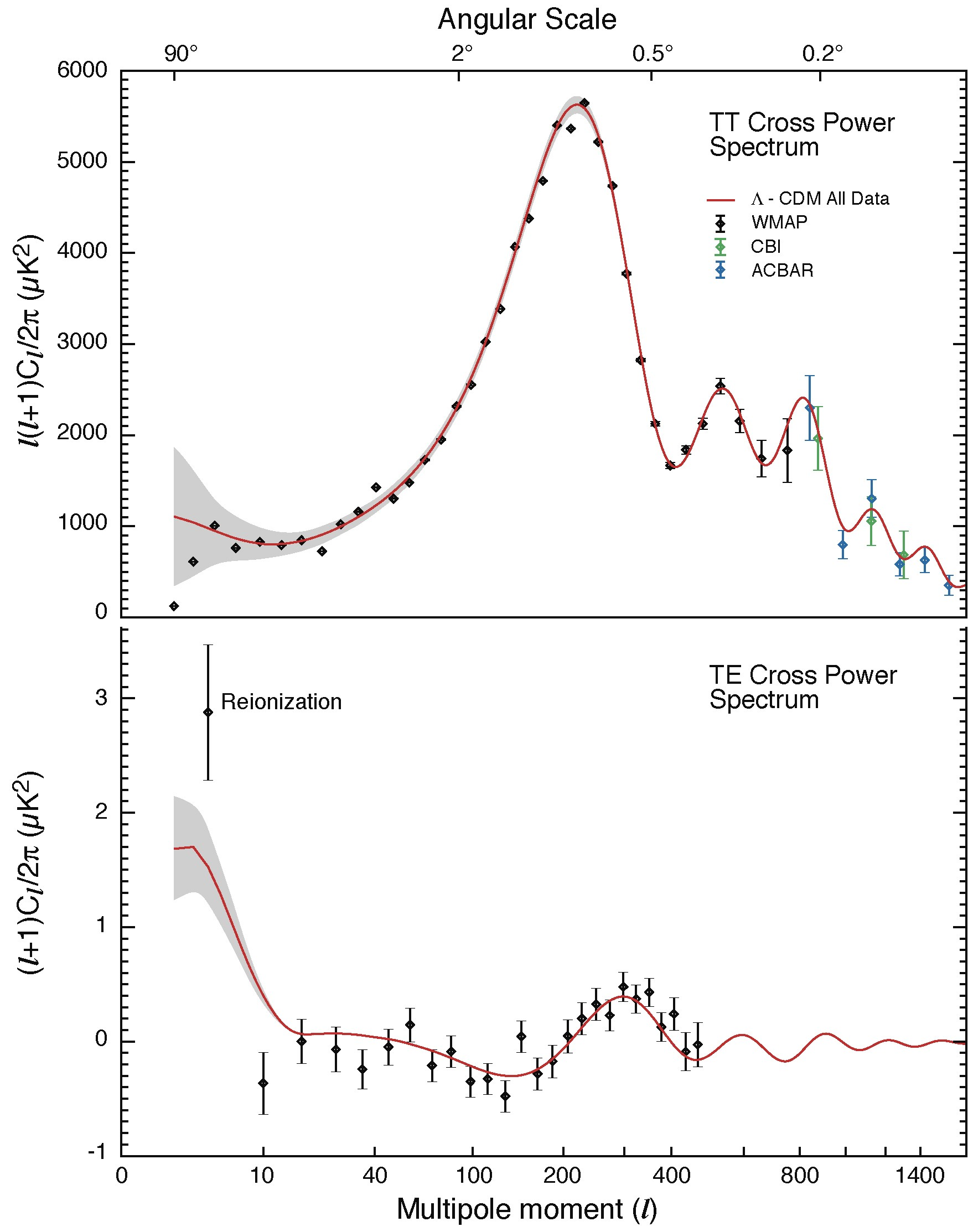
Comparació de les prediccions del model estàndard del big bang amb mesuraments experimentals. L'espectre de potència de la radiació de fons còsmic de microones anisotròpica traçada en termes d'escala angular (o moment multipolar) (a dalt)

Durant una sèrie d'anys el suport a aquestes teories estava dividit. De tota manera, l'evidència observacional començà a donar suport a la teoria que l'univers havia evolucionat d'un estat calent dens. L'any 1965 Arno Penzias i Robert Wilson descobriren la radiació de fons còsmic de microones, encara que, com a escèptics en relació amb el big-bang, assenyalaren que aquesta predicció era només qualitativa, i que fallava en la predicció de la temperatura actual del fons còsmic de microones. Després d'una reformulació, el big-bang fou vist com la millor teoria de l'origen i l'evolució del cosmos. Abans dels darrers anys de la dècada del 1960, molts de cosmòlegs pensaven que la singularitat física paradoxal i infinitament densa al començament del temps del model cosmològic de Friedmann es podia evitar seguint la idea d'un univers que s'hauria contret abans d'entrar en l'estat calent i dens i començar a expandir-se una altra vegada. Aquest model va ser formalitzat com l'univers oscil·lant de Richard Tolman. En la dècada de l'any 1960, Stephen Hawking i d'altres demostraren que aquesta idea duia a un atzucac, i la singularitat és un tret essencial de la física descrita per la gravitació d'Eintein. Això portà a la majoria dels cosmòlegs a acceptar la noció que l'univers tal com és descrit actualment per la física de la relativitat general té una edat finita. Sigui com sigui, per una carència de la teoria de la gravitació quàntica, no hi ha una via per a determinar si la singularitat és un punt d'origen per a l'univers actual o si els processos físics que dominen aquest règim poden ser producte d'un univers de caràcter etern.

## Futur de la teoria
La majoria de treballs actuals en cosmologia inclouen la comprensió de com es formaren les galàxies en el context del big-bang, comprensió de què va passar en el big-bang, i reconciliació de les observacions amb la teoria bàsica. En el passat, hi va haver moltes discussions sobre si el big-bang havia de ser completament abandonat com una descripció de l'univers, però els que proposaven la cosmologia no estàndard han esdevingut menors en nombre en les darreres dècades. Els cosmòlegs continuen calculant molts dels paràmetres del big-bang fins a un nou nivell de precisió per explicar el fet que l'expansió de l'univers s'estigui accelerant.
Els avanços més importants en cosmologia del big-bang es varen fer a les darreries de la dècada de 1990 i al principi del segle xxi com a resultat de grans avanços en la tecnologia dels telescopis, en combinació amb una gran quantitat de dades procedents de satèl·lits, com els del COBE i el telescopi espacial Hubble. L'any 2003, la missió WMAP de la NASA recollí imatges detallades de l'univers per mitjà de la radiació còsmica de fons de microones. Aquestes dades permeten interpretar que l'edat de l'univers és de 13.700 milions d'anys (amb un error de l'un per cent) i que el model lambda-CDM i la teoria inflacionària són correctes. Cap altra teoria cosmològica pot explicar un rang tan ample de paràmetres, des de la proporció d'abundàncies dels elements a l'univers primitiu a l'estructura del fons còsmic de microones, l'elevada abundància observada de nuclis galàctics actius a l'univers primitiu i les masses observades dels cúmuls de galàxies.